# Euphrosinidae
Euphrosinidae (лат.) — семейство морских многощетинковых червей из отряда Amphinomida
. Тело короткое и толстое с 1 парой антенн; пальпы отсутствуют. Иногда Euphrosinidae рассматривают в составе близкого семейства Amphinomidae sensu lato.

## Классификация
По данным World Register of Marine Species, на март 2024 года семейство включает 4 рода:
- Euphrosine Lamarck, 1818
- Euphrosinella Detinova, 1985
- Euphrosinopsis Kudenov, 1993
- Palmyreuphrosyne Fauvel, 1913